# Thriller (película de 2018)
Thriller es una película slasher estadounidense de 2018 dirigida por Dallas Jackson en su debut como director. La película fue escrita por Jackson y Ken Rance. Está protagonizada por Jessica Allain, Tequan Richmond, Chelsea Rendon, Mitchell Edwards, Pepi Sonuga, Maestro Harrell, RZA y Mykelti Williamson. La película es una coproducción entre Divide/Conquer y Blumhouse Productions.
La película se estrenó en el Festival de Cine de Los Ángeles el 23 de septiembre de 2018 y Netflix la estrenó el 14 de abril de 2019.

## Sinopsis
Años después de que una broma infantil saliera terriblemente mal, un grupo de adolescentes del centro sur de Los Ángeles se ven aterrorizados durante el fin de semana del baile de bienvenida por un asesino empeñado en vengarse.

## Reparto
- Jessica Allain como Lisa Walker
- Luke Tennie como Derrick Jackson
- Tequan Richmond como Andre Dixon
- Paige Hurd como Gina Brown
- Mykelti Williamson como el detective Raymond Johnson
- RZA como Director Hurd
- Jason Woods como Chauncey Page
- Michael Ocampo como Eddie Gomez
- Vanessa Bell Calloway como la Sra. jackson
- Maestro Harrell como Ronnie DeBerry
- Big Boy como Él mismo
- Pepi Sonuga como Kim Morris
- Vanessa A. Williams como la Sra. Walker
- Chelsea Rendón como Tiffany Rodríguez
- Valery Ortiz como la Sra. Cruz
- Lady of Rage como Emma Page
- Mitchell Edwards como Ty Reynolds

## Producción
La fotografía principal de la película comenzó en junio de 2017. La postproducción de la película se completó en mayo de 2018.